# Élections aux Cortes de Castille-La Manche de 1983
Les élections aux Cortes de Castille-La Manche de 1983 (en espagnol : Elecciones a las Cortes de Castilla-La Mancha de 1983) se sont tenues le dimanche 8 mai 1983 afin d'élire les quarante-quatre députés de la première législature des Cortes de Castille-La Manche, parlement de la communauté.
Le scrutin voit la victoire du Parti socialiste de Castille-La Manche-PSOE (PSCM-PSOE), qui remporte la majorité absolue des sièges avec une majorité relative en voix.

## Contexte
Après la mort de Francisco Franco et l'avènement de la transition démocratique, les cinq provinces de Castille-La Manche, qui correspond à la Nouvelle-Castille sans la province de Madrid et à laquelle s'ajoute la province d'Albacete, forment un territoire politiquement modéré dominé par l'Union du centre démocratique (UCD).
Ainsi, aux élections constituantes du 15 juin 1977, l'UCD emporte 42,5 % des voix et 12 députés sur 21, avec un taux de participation de 83,6 %. Le Parti socialiste ouvrier espagnol (PSOE), deuxième, totalise 29,8 % des suffrages et 8 sièges, tandis que l'Alliance populaire (AP) se contente de 12,9 % des voix et 1 seul élu au Congrès des députés.
Le 15 novembre 1978, le décret-loi portant régime de pré-autonomie de la Castille-La Manche est publié au Bulletin officiel. Le sénateur UCD de la province de Guadalajara Antonio Fernández-Galiano est alors élu président du conseil exécutif par l'assemblée plénière de la Junte des communautés, formée de trente-cinq membres, quatorze jours plus tard.
La situation se confirme globalement lors des élections législatives du 1er mars 1979. Les centristes confirment leur position première avec 43 % des voix et 13 parlementaires, tandis que les socialistes progressent jusqu'à 34,5 % des voix, conservant leurs 8 mandats. À 9,8 %, le Parti communiste d'Espagne (PCE) vire à la troisième place mais sans élus, passant devant la Coalition démocratique (CD), formée autour de l'AP et qui cale à 5,8 %.
Les élections municipales du 3 avril 1979 voient l'UCD stable à 42,1 %, assez loin devant le PSOE qui doit se contenter de 28,3 %. Le PCE est encore une fois la troisième force politique régionale avec 11,4 %, tandis que la CD poursuit sa descente et n'obtient que 4,4 %.
En février 1982, le député et président de la députation provinciale de Tolède Gonzalo Payo, de l'UCD, prend la suite de Fernández-Galiano comme président pré-autonome. Le statut d'autonomie est approuvé en août suivant.
La donne politique se trouve profondément changée à la suite des élections législatives anticipées du 28 octobre 1982. S'imposant avec 49,2 % des voix, le PSOE remporte 13 députés sur 21 et devient la force hégémonique. Il est suivi par l'AP, qui recueille 31,3 % des suffrages et les 8 élus restants. L'UCD, qui passe en troisième position avec seulement 10,8 %, se retrouve sans représentation parlementaire. Quant au PCE, il est balayé avec tout juste 3,7 %. En conséquence deux mois plus tard, le socialiste Jesús Fuentes Lázaro, député de la province de Tolède, prend la présidence pré-autonome de la Junte des communautés.

## Mode de scrutin

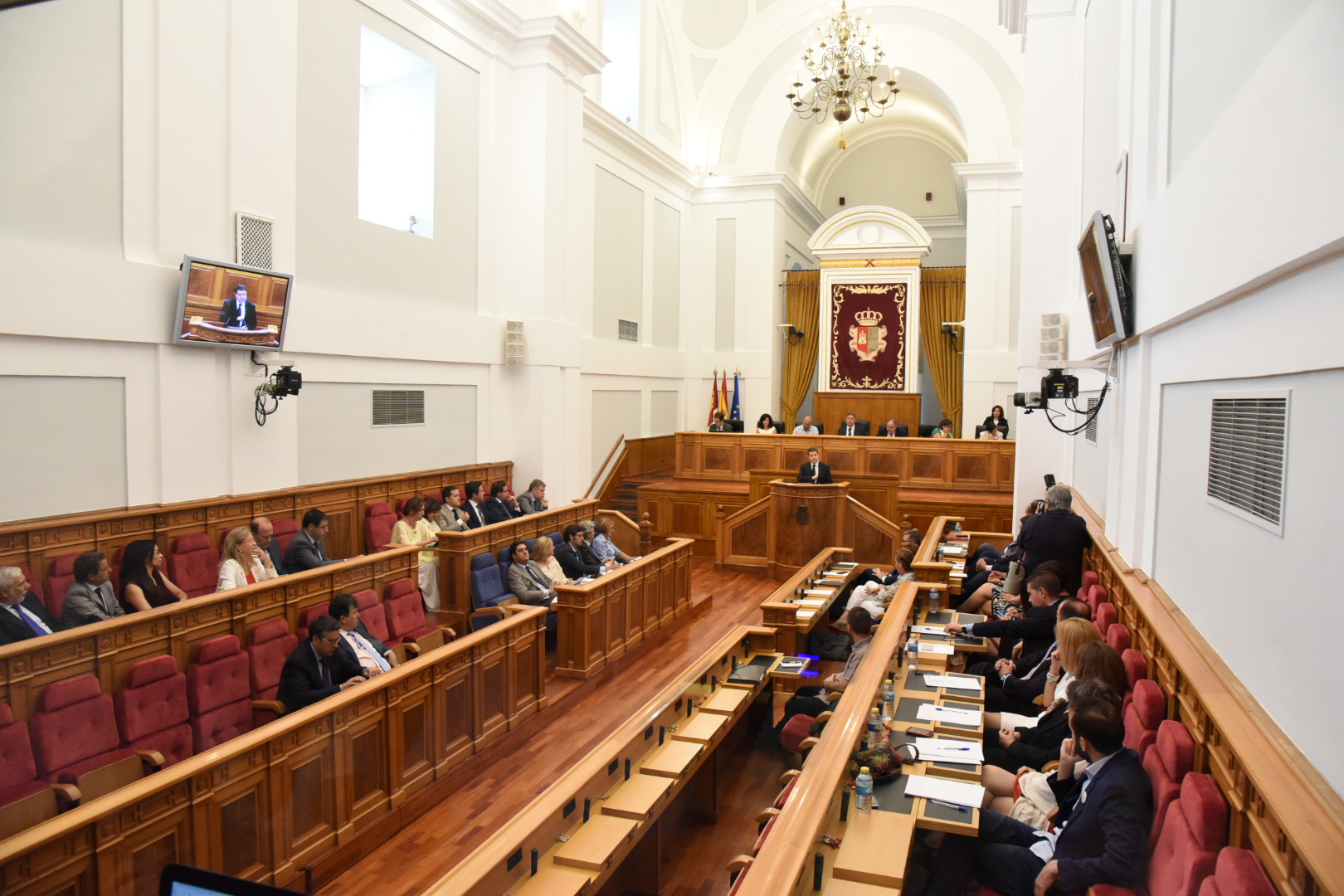
Salle des séances des Cortes de Castille-La Manche.

Les Cortes de Castille-La Manche se composent de 44 députés, élus pour un mandat de quatre ans au suffrage universel direct, suivant le scrutin proportionnel à la plus forte moyenne d'Hondt.
Chaque province constitue une circonscription, à raison de 9 sièges pour Albacete, 10 sièges pour Ciudad Real, 8 sièges pour Cuenca, 7 sièges pour Guadalajara et 10 sièges pour Tolède. Seules les forces politiques – partis, coalitions, indépendants – ayant remporté au moins 5 % des suffrages exprimés au niveau du territoire régional participent à la répartition des sièges.

## Campagne

### Partis et chefs de file
| Force politique | Force politique                                                                           | Chef de file | Idéologie                                                      |
| --------------- | ----------------------------------------------------------------------------------------- | ------------ | -------------------------------------------------------------- |
|                 | Parti socialiste de Castille-La Manche-PSOE Partido Socialista de Castilla-La Mancha-PSOE | José Bono    | Centre gauche Social-démocratie, progressisme                  |
|                 | Coalition AP-PDP-UL Coalición AP-PDP-UL                                                   | José Lara    | Centre droit Conservatisme, libéralisme, démocratie chrétienne |

## Résultats

### Voix et sièges
| Inscrits                                                | Inscrits                 | Inscrits                 | 1 210 011 |             |                      |                      |
| Abstentions                                             | Abstentions              | Abstentions              | 308 139   | 25,47 %     |                      |                      |
| Votants                                                 | Votants                  | Votants                  | 901 872   | 74,53 %     |                      |                      |
|                                                         |                          |                          |           |             |                      |                      |
| Bulletins enregistrés                                   | Bulletins enregistrés    | Bulletins enregistrés    | 901 872   |             |                      |                      |
| Bulletins blancs ou nuls                                | Bulletins blancs ou nuls | Bulletins blancs ou nuls | 16 517    | 1,83 %      |                      |                      |
| Suffrages exprimés                                      | Suffrages exprimés       | Suffrages exprimés       | 885 355   | 98,17 %     | 44 sièges à pourvoir | 44 sièges à pourvoir |
|                                                         |                          |                          |           |             |                      |                      |
| Liste                                                   | Tête de liste            |                          | Suffrages | Pourcentage | Sièges acquis        | Var.                 |
| Parti socialiste de Castille-La Manche-PSOE (PSCM-PSOE) | José Bono                |                          | 416 177   | 47,01 %     | 23 / 44              |                      |
| Coalition AP-PDP-UL (AP-PDP-UL)                         | José Lara                |                          | 364 676   | 41,19 %     | 21 / 44              |                      |
| Autres listes                                           | Néant                    |                          | 104 502   | 11,8 %      | 0 / 44               |                      |

### Analyse
Près des trois quarts des inscrits participent à ce scrutin, soit dix points et 108 000 électeurs de moins qu'aux législatives tenues sept mois avant.
Le Parti socialiste de Castille-La Manche-PSOE, conduit par le jeune député de la province d'Albacete José Bono, 32 ans, remporte une courte majorité absolue en sièges, sans atteindre la majorité absolue des voix. Il perd 70 000 suffrages par rapport au scrutin parlementaire organisé en octobre 1982 mais confirme clairement la position dominante des socialistes, qui dépassent nettement les 45 % des voix.
En face, seule la coalition AP-PDP-UL parvient à gagner une représentation parlementaire, avec une progression de 56 000 suffrages en sept mois. José Lara profite notamment de la disparition totale de l'UCD, mais l'écart avec le PSCM-PSOE reste de 52 000 voix, ce qui lui donne tout de même 47,7 % des sièges. Bien qu'il ait remporté 6,9 % des voix, le Parti communiste d'Espagne ne gagne aucun mandat, du fait de la répartition provinciale des sièges.

### Conséquences
Le 6 juin 1983, José Bono est investi président de la Junte des communautés de Castille-La Manche par 23 voix contre 18, 3 élus du centre droit étant absents de la séance.